# Ēvalds Grabovskis
Ēvalds Grabovskis, ros. Эвальд Артурович Грабовский – Ewald Arturowicz Grabowski (ur. 2 marca 1941) – radziecki i łotewski hokeista. Trener i działacz hokejowy.

## Życiorys

### Kariera zawodnicza
- Dinamo Ryga (1962–1967)

### Kariera trenerska
- Dinamo Ryga (1974–1977) – asystent trenera
- Dinamo Ryga (1977–1980) – I trener
- Reprezentacja Bułgarii (1980–1981) – I trener
- Dinamo Ryga (1989–1991)
- Podhale Nowy Targ (1992–1995) – I trener
- Reprezentacja Polski (1992–1994) – I trener
- EV Landsberg (1994–1995) – I trener
- Reprezentacja Łotwy (1995) – I trener
- Podhale Nowy Targ (1996–1998) – I trener
- Reprezentacja Łotwy (1998–1999) – asystent trenera
- HK Riga 2000 (2000–2001) – I trener
- Reprezentacja Finlandii do lat 18 (2003–2004) – asystent trenera
- Reprezentacja Łotwy do lat 18 (2004–2005) – menedżer drużyny

Po zakończeniu kariery zawodniczej został trenerem hokejowym na Łotwie. Początkowo jako asystent w macierzystym klubie Dinamo Ryga, gdy trenerami byli Wiktor Tichonow i Władimir Jurzinow, a od 1977 jako samodzielny trener. Następnie został selekcjonerem Bułgarii, którą prowadził na turnieju mistrzostw świata Grupy C w 1980. Od sierpnia 1992 w Polsce był trenerem Podhala Nowy Targ. Został zatrudniony przez władze klubu po niezadowalającym sezonie 1991/1992. Do drużyny zostali sprowadzeni obcokrajowcy: Siergiej Odincow i Sergejs Povečerovskis. Od tego czasu przejęcia trenowania przez Łotysza drużyna odnosiła sukcesy w lidze polskiej. Trener dał się wówczas poznać jako surowy i wymagający (miał zasadę, w myśl której do autokaru przed ważnymi meczami nie były dopuszczane kobiety), a jednocześnie skuteczny i szanowany przez zawodników trener. W tym okresie część zawodników drużyny odmawiało gry pod kierunkiem trenera, nie uznając jego metod szkoleniowych. Podczas swojej pracy czterokrotnie doprowadził nowotarżan do tytułu Mistrza Polski. Jednocześnie od 1992 został selekcjonerem reprezentacji Polski i prowadził ją w mistrzostwach świata Grupy B w 1993 i 1994. Po tym podjął pracę z reprezentacją Łotwy: wpierw samodzielnie prowadził ją w MŚ Grupy B w 1995, a później jako asystent trenera uczestniczył w turniejach Grupy A w 1998 i 1999.
Pełnił funkcję sekretarza generalnego w Łotewskiej Federacji Hokejowej.
Znane jest powiedzenie Ēvaldsa Grabovskisa znamionujące jego podejście do uprawiania sportu:

Jeśli chcesz, by cię szanowano, to nie odpuszczaj żadnych zawodów, nawet gdy tytuł masz w kieszeni. Po tym poznaje się prawdziwego mistrza.

## Sukcesy i wyróżnienia

### Szkoleniowe
- Złoty medal mistrzostw Polski: 1993, 1994, 1995, 1996 z Podhalem
- Srebrny medal mistrzostw Polski: 1998 z Podhalem
- Złoty medal mistrzostw Łotwy (5 razy): 2001 z HK Riga 2000
- Wicemistrzostwo Wschodnioeuropejskiej Ligi Hokejowej: 2001 z HK Riga 2000

### Wyróżnienia
- Najpopularniejszy trener Małopolski: 1998[14]
- Wyróżnienie przyznane przez Łotewską Federację Hokejową z okazji 80-lecia łotewskiego hokeja[15]